# بيتر ماكنزي
بيتر ماكنزي (بالإنجليزية: Peter MacKenzie)‏ هو ممثل أمريكي، ولد في 19 يناير 1961 ببوسطن في الولايات المتحدة.

## وصلات خارجية
- بيتر ماكنزي على موقع IMDb (الإنجليزية)
- بيتر ماكنزي على موقع إن إن دي بي (الإنجليزية)
- بيتر ماكنزي على موقع قاعدة بيانات الفيلم (الإنجليزية)